# Clasma pareiochlora
Clasma pareiochlora är en insektsart som beskrevs av Heinrich Hugo Karny 1907. Clasma pareiochlora ingår i släktet Clasma och familjen vårtbitare. Inga underarter finns listade i Catalogue of Life.